# Uralo-Kavkaz
Uralo-Kavkaz (en ucraniano: Урало-Кавказ, lit. 'Ural y Cáucaso'; en ruso: Урало-Кавказ) es un asentamiento urbano ucraniano perteneciente al óblast de Lugansk. Situado en el este del país, hasta 2020 era parte del área municipal de Krasnodón, pero hoy es parte del raión de Dovzhansk y del municipio (hromada) de Sorókine.
El asentamiento se encuentra ocupado por Rusia desde la guerra del Dombás, siendo administrada como parte de la de facto República Popular de Lugansk.

## Geografía
Uralo-Kavkaz está a orillas del río Duvanna, 6 km al suroeste de Sorókine y 42 kilómetros al sureste de Lugansk. La localidad está cerca de la frontera con Rusia.

## Historia
Uralo-Kavkaz fue fundada en 1914, cuando la Sociedad Anónima de los Urales y el Cáucaso comenzó a operar una mina de carbón aquí. El asentamiento se desarrolló para servir a éste y a las minas abiertas posteriormente. En ese momento, pertenecía a al uyezd de Slovianoserbsk de la gobernación de Yekaterinoslav. En 1920, se estableció la gobernación de Donetsk con el centro en Lugansk (más tarde en Bajmut), y el uyezd se transfirió a la Gobernación de Donetsk. El 7 de marzo de 1923, se abolieron los uyezds y se estableció el raión de Krasnodón, donde se incluyó Uralo-Kavkaz. En 1930, el raión de Krasnodón se convirtió en un raión nacional ruso, pero este estatus fue abolido más tarde en la década. Uralo-Kavkaz fue elevado a un asentamiento de tipo urbano en 1938.
Durante la Segunda Guerra Mundial, Uralo-Kavkaz estuvo ocupada por la Alemania nazi desde el  hasta cuando fue liberada por el Ejército Rojo el . En septiembre de 1942, 32 mineros fueron ejecutados por negarse a trabajar para los ocupantes.
Cuando Krasnodón se convirtió en una ciudad de importancia regional y se separó del raión de Krasnodón, Uralo-Kavkaz quedó subordinada a la ciudad de Krasnodón.
Después de 1991, en la Ucrania independiente, Uralo-Kavkaz se convirtió en un importante centro de actividad delictiva. La única actividad económica significativa en el asentamiento involucraba la extracción ilegal de carbón y el contrabando de mercancías a través de la frontera con Rusia.
A partir de mediados de abril de 2014, debido a la guerra del Dombás, Uralo-Kavkaz está controlada por la autoproclamada República Popular de Lugansk y no por las autoridades ucranianas.

## Demografía
La evolución de la población entre 1989 y 2022 fue la siguiente:
| 3365                                                          | 2555 | 2513 | 2491 | 2453 |
| (Fuente: Cities & Towns of Ukraine y UKRAINE: Größere Städte) |      |      |      |      |

Según el censo de 2001, la lengua materna de la mayoría de los habitantes, el 92,31%, es el ruso; del 7,35% es el ucraniano.

## Infraestructura

### Transporte
El asentamiento está situado a 2 km de la estación de tren Uralo-Kavkazskaya que conecta con Rodakove.